# Wybory prezydenckie w Serbii w 2017 roku
Wybory prezydenckie w Serbii w 2017 roku zostały przeprowadzone 2 kwietnia 2017. Urzędujący prezydent Tomislav Nikolić z Serbskiej Partii Postępowej zrezygnował z ubiegania się o reelekcję.

## Kandydaci
Komisja Wyborcza Republiki oficjalnie zatwierdziła jedenastu kandydatów. Numery porządkowe kandydatów zostały ustalone w losowaniu przeprowadzonym 17 marca 2017.
| Oficjalni kandydaci: | Oficjalni kandydaci: | Oficjalni kandydaci: | Oficjalni kandydaci:   | Oficjalni kandydaci: | Oficjalni kandydaci:                                  |
| Nr                   | Zdjęcie              | Imię i nazwisko      | Przynależność partyjna | O kandydacie | Dowód rejestracji                                     |
| -------------------- | -------------------- | -------------------- | ---------------------- | --- | ----------------------------------------------------- |
| 1                    |                      | Saša Janković        | bezpartyjny            | Były serbski Rzecznik Praw Obywatelskich (2007–2017).                                                                        | Złożono 17 134 ważnych podpisów do komisji wyborczej. |
| 2                    |                      | Vuk Jeremić          | bezpartyjny            | Były minister spraw zagranicznych (2007–2012) i były przewodniczący Zgromadzenia Ogólnego Narodów Zjednoczonych (2012-2013). | Złożono 14 360 ważnych podpisów do komisji wyborczej. |
| 3                    |                      | Miroslav Parović     | NSP                    | Prezydent Narodowego Ruchu Wolności.                                                                                         | Złożono 10 390 ważnych podpisów do komisji wyborczej. |
| 4                    |                      | Saša Radulović       | DJB                    | Były minister gospodarki (2013–2014).                                                                                        | Złożono 10 579 ważnych podpisów do komisji wyborczej. |
| 5                    |                      | Luka Maksimović      | bezpartyjny            | Komik. Przywódca parodialnej partii politycznej Сарму проб'о ниси (СПН).                                                     | Złożono 12 270 ważnych podpisów do komisji wyborczej. |
| 6                    |                      | Aleksandar Vučić     | SNS                    | Urzędujący premier Serbii (2014–), były minister informacji (1998–2000) i minister obrony (2012–2013).                       | Złożono 56 516 ważnych podpisów do komisji wyborczej. |
| 7                    |                      | Boško Obradović      | Dveri                  | Deputowany do Zgromadzenia Narodowego Republiki Serbii.                                                                      | Złożono 11 212 ważnych podpisów do komisji wyborczej. |
| 8                    |                      | Vojislav Šešelj      | SRS                    | Polityk, pisarz i prawnik. Wicepremier Serbii w latach 1998–2000.                                                            | Złożono 12, 70 ważnych podpisów do komisji wyborczej. |
| 9                    |                      | Aleksandar Popović   | DSS                    | Były minister nauki i ochrony środowiska (2004–2007) i minister energetyki i górnictwa (2007–2008).                          | Złożono 10 504 ważnych podpisów do komisji wyborczej. |
| 10                   |                      | Milan Stamatović     | bezpartyjny            | Prezydent gminy Čajetina od 2004 roku.                                                                                       | Złożono 12 027 ważnych podpisów do komisji wyborczej. |
| 11                   |                      | Nenad Čanak          | LSV                    | Deputowany do Zgromadzenia Narodowego Republiki Serbii od 2007 roku.                                                         | Złożono 11 004 ważnych podpisów do komisji wyborczej. |

## Rezygnacje kandydatów
15 lutego 2017 media poinformowały, że prezydent Tomislav Nikolić postanowił ubiegać się o reelekcję pomimo braku nominacji ze strony SNS. Jednak pięć dni później publicznie oświadczył, że rezygnuje ze startu w wyborach. 11 marca Dušan Janjić (Aktywna Serbia) ogłosił zakończenie prowadzonej od maja 2016 kampanii wyborczej. 12 marca 2017 niezależny kandydat Vladimir Rajčić ogłosił, że zakończył kampanię prezydencką, deklarując jednocześnie start w przyszłych wyborach. Również w marcu ze startu w wyborach wycofali się niezależni kandydaci Danijela Sremac, Saša Mirković i Andrej Fajgelj.

## Wyniki wyborów
Wybory prezydenckie zostały rozstrzygnięte w pierwszej turze. Zwycięstwo przy poparciu 55,08% głosów odniósł urzędujący premier Aleksandar Vučić (SNS). Frekwencja wyborcza wyniosła 54,34%.
| Kandydat           | Podmiot wystawiający     | Głosy     | %     |
| ------------------ | ------------------------ | --------- | ----- |
| Aleksandar Vučić   | Serbska Partia Postępowa | 2 012 788 | 55,08 |
| Saša Janković      | bezpartyjny              | 597 728   | 16,36 |
| Luka Maksimović    | bezpartyjny              | 344 498   | 9,43  |
| Vuk Jeremić        | bezpartyjny              | 206 676   | 5,66  |
| Vojislav Šešelj    | SRS                      | 163 802   | 4,48  |
| Boško Obradović    | Dveri                    | 83 523    | 2,29  |
| Saša Radulović     | DJB                      | 51 651    | 1,41  |
| Milan Stamatović   | bezpartyjny              | 42 193    | 1,15  |
| Nenad Čanak        | LSV                      | 41 070    | 1,12  |
| Aleksandar Popović | DSS                      | 38 167    | 1,04  |
| Miroslav Parović   | NSP                      | 11 540    | 0,32  |

### Statystyki wyborcze
| Liczba uprawnionych do głosowania | 6 724 949 |
| Liczba głosujących                | 3 654 014 |
| Frekwencja wyborcza (%)           | 54,34     |
| głosów nieważnych                 | 60 378    |
| % głosów nieważnych               | 1,65      |
| głosów ważnych                    | 3 593 636 |
| % głosów ważnych                  | 98,35     |

## Skargi wyborcze
W komunikacie wydanym 3 kwietnia Komisja Wyborcza Republiki (RIK) poinformowała, że wpłynęły do niej 42 skargi na przebieg wyborów.. 4 kwietnia Komisja po rozpatrzeniu części skarg postanowiła anulować wyniki wyborów w dwóch lokalach wyborczych w miastach Bačka Palanka i Zrenjanin z powodu nadmiernej ilości kart wyborczych wyjętych z urn w stosunku do osób, które zagłosowały. Jednocześnie została podjęta decyzja o powtórzeniu głosowania w dniu 11 kwietnia 2017. 5 kwietnia po weryfikacji wszystkich skarg RIK poinformowała, że wybory prezydenckie zostaną powtórzone w 8 lokalach wyborczych (Kraljevo, Pančevo, Vršac, Vrbas, Topoli, Zrenjanin, Bačka Palanka oraz dzielnicy belgradu Zvezdara). W tych miejscach łącznie uprawnionych do głosowania jest 9 851 wyborców. 11 kwietnia RIK unieważniła wyniki wyborów w dwóch lokalach obejmujących miejscowości Trstenik i Leskovac oraz wyznaczyła na dzień 17 kwietnia datę ponownego głosowania.
Wynik wyborów spotkał się z niezadowoleniem dużej części społeczeństwa i wywoł protesty pod zarzutem sfałszowania wyborów.

## Powtórzone głosowania
11 kwietnia 2017 wyborcy w ośmiu lokalach wyborczych w miejscowościach (Kraljevo, Pančevo, Vršac, Vrbas, Topoli, Zrenjanin, Bačka Palanka oraz dzielnicy belgradu Zvezdara) oddali swoje głosy w powtórzonych wyborach prezydenckich. W ich rezultacie najlepszy wynik 71,60% osiągnął Aleksandar Vučić.
| Kandydat           | Głosy | %     |
| ------------------ | ----- | ----- |
| Aleksandar Vučić   | 2 468 | 71,60 |
| Saša Janković      | 461   | 13,37 |
| Luka Maksimović    | 211   | 6,12  |
| Vojislav Šešelj    | 82    | 2,38  |
| Vuk Jeremić        | 55    | 1,60  |
| Boško Obradović    | 43    | 1,25  |
| Saša Radulović     | 27    | 0,78  |
| Aleksandar Popović | 21    | 0,61  |
| Milan Stamatović   | 15    | 0,44  |
| Nenad Čanak        | 15    | 0,44  |
| Miroslav Parović   | 11    | 0,32  |

17 kwietnia 2017 wyborcy w dwóch lokalach wyborczych w miejscowościach Trstenik i Leskovac zagłosowali w powtórzonych wyborach prezydenckich. Największe poparcie 76,74% otrzymał o Aleksandar Vučić.
| Kandydat           | Głosy | %     |
| ------------------ | ----- | ----- |
| Aleksandar Vučić   | 792   | 76,74 |
| Saša Janković      | 135   | 13,08 |
| Luka Maksimović    | 45    | 4,36  |
| Vuk Jeremić        | 13    | 1,26  |
| Vojislav Šešelj    | 10    | 0,97  |
| Nenad Čanak        | 5     | 0,48  |
| Boško Obradović    | 5     | 0,48  |
| Saša Radulović     | 4     | 0,39  |
| Aleksandar Popović | 4     | 0,39  |
| Milan Stamatović   | 2     | 0,19  |
| Miroslav Parović   | 1     | 0,10  |

## Międzynarodowe misje obserwacyjne
- Misja złożona z członków Zgromadzenia Parlamentarnego Rady Europy, która monitorowała wybory prezydenckie w Serbii, stwierdziła, że przebieg wyborów był prawidłowy. W skontrolowanych lokalach wyborczych w okolicach Belgradu oraz w miastach Nowy Sad, Užice, Kragujevac, Kraljevo, Valjevo, Požarevac i Pančevo nie stwierdzono naruszenia ciszy wyborczej. Obserwatorzy potwierdzili, że wszyscy kandydaci na prezydenta byli w stanie prowadzić swoje kampanie swobodnie i bez większych ograniczeń. Komisja Wyborcza działa w sposób przejrzysty i efektywny. Zastrzeżenia członków misji wzbudził nierównomierny dostęp do mediów w czasie kampanii faworyzowany był kandydat koalicji rządzącej, choć prawo przewiduje równy dostęp do mediów. Zgromadzenie Parlamentarne Rady Europy przyjmie sprawozdanie z obserwacji wyborów 30 maja 2017 w Pradze, na posiedzeniu Stałego Komitetu[23].